# 플란타고속

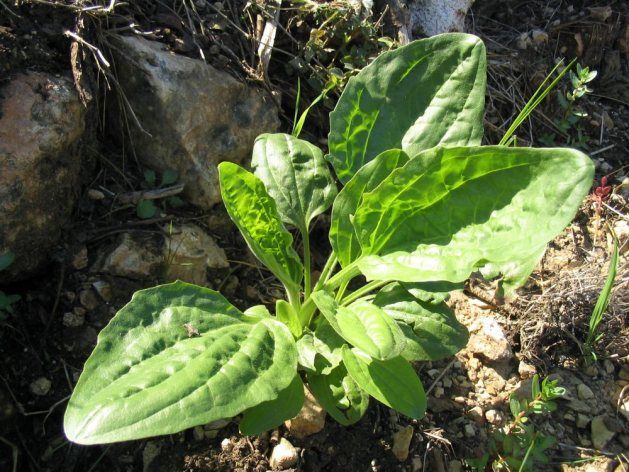

플란타고속(Plantago)은 질경이과에 속하는 약 200개 속씨식물 종의 속이다. 대부분이 초본식물이지만 일부는 60센티미터 높이까지 성장하는 아관목이다.

## 종
플란타고속에는 약 200개 종이 있다.
- 질경이(Plantago asiatica)
- 창질경이(Plantago lanceolata)
- 왕질경이(Plantago major)

## 분포
종들은 전 세계적으로 분포되어 있으며, 아메리카, 아시아, 오스트레일리아, 뉴질랜드, 아프리카, 유럽을 포함한다.